# Tulpanvallmo
Tulpanvallmo (Papaver glaucum) är en vallmoväxtart som beskrevs av Pierre Edmond Boissier och Hausskn.. Enligt Catalogue of Life ingår Tulpanvallmo i släktet vallmor och familjen vallmoväxter, men enligt Dyntaxa är tillhörigheten istället släktet vallmor och familjen vallmoväxter. Arten förekommer tillfälligt i Sverige, men reproducerar sig inte. Utöver nominatformen finns också underarten P. g. gaubae.